# Équipe du Pérou olympique de football
Maillots
Actualités
L'équipe du Pérou olympique de football représente le Pérou dans les compétitions de football espoirs telles que les Jeux olympiques d'été, où sont conviés les joueurs de moins de 23 ans.

## Histoire
Le Pérou s'est qualifié à deux reprises aux Jeux olympiques, bien que pour sa première participation en 1936 à Berlin, ce fut l'équipe A qui représenta le pays. En quarts de finale, le Pérou bat l'Autriche 4-2 mais abandonne le tournoi à la suite de la décision de la FIFA de faire rejouer le match.
En 1960, la CONMEBOL crée le tournoi pré-olympique (réservé à des équipes de moins de 23 ans) servant de qualifications aux JO. En terminant à la 2e place de ce tournoi de qualification, les Péruviens retrouvent la phase finale des JO à Rome mais sont éliminés dès le 1er tour.
Quatre ans plus tard, à l'occasion du tournoi pré-olympique de 1964 organisé au Pérou, se produit la tragédie du stade national de Lima qui voit la mort de 328 personnes lors d'une émeute provoquée par un but refusé aux Péruviens durant le match Pérou-Argentine, le 24 mai 1964.
Troisième du tournoi pré-olympique de 1980, le Pérou ne s'était pas qualifié aux JO de Moscou offrant une place seulement aux deux premiers, à savoir l'Argentine et la Colombie. Cependant l'Argentine, s'alignant sur le boycott des JO de 1980, décide de renoncer à l'épreuve laissant une place disponible aux Péruviens qui déclinent l'invitation d'y participer. L'Argentine sera finalement remplacée par le Venezuela.
L'équipe péruvienne ne s'est plus retrouvée en position de se qualifier aux JO depuis cette période et s'est fait éliminer dès le 1er tour de tous les tournois pré-olympiques depuis 1987. Il faut attendre les années 2010 pour voir le Pérou revenir à une compétition internationale, en l'occurrence les Jeux panaméricains, où les Incas enchaînent deux participations consécutives en 2015 et 2019 (cette dernière en qualité d'hôtes).

## Résultats

### Parcours dans les compétitions internationales

#### Jeux olympiques
| Édition   | Performance                      | J                                | V                                | N                                | D                                | Bp                               | Bc                               |
| --------- | -------------------------------- | -------------------------------- | -------------------------------- | -------------------------------- | -------------------------------- | -------------------------------- | -------------------------------- |
| 1908-1928 | Ne participe pas                 | Ne participe pas                 | Ne participe pas                 | Ne participe pas                 | Ne participe pas                 | Ne participe pas                 | Ne participe pas                 |
| 1936      | Quart de finale                  | 2                                | 2                                | 0                                | 0                                | 11                               | 5                                |
| 1948-1956 | Ne participe pas                 | Ne participe pas                 | Ne participe pas                 | Ne participe pas                 | Ne participe pas                 | Ne participe pas                 | Ne participe pas                 |
| 1960      | 1er tour                         | 3                                | 1                                | 0                                | 2                                | 6                                | 9                                |
| 1964-1980 | Non qualifiée                    | Non qualifiée                    | Non qualifiée                    | Non qualifiée                    | Non qualifiée                    | Non qualifiée                    | Non qualifiée                    |
| 1984      | Forfait avant les qualifications | Forfait avant les qualifications | Forfait avant les qualifications | Forfait avant les qualifications | Forfait avant les qualifications | Forfait avant les qualifications | Forfait avant les qualifications |
| 1988-2020 | Non qualifiée                    | Non qualifiée                    | Non qualifiée                    | Non qualifiée                    | Non qualifiée                    | Non qualifiée                    | Non qualifiée                    |
| 2024      | À venir                          | À venir                          | À venir                          | À venir                          | À venir                          | À venir                          | À venir                          |
| 2028      | À venir                          | À venir                          | À venir                          | À venir                          | À venir                          | À venir                          | À venir                          |
| 2032      | À venir                          | À venir                          | À venir                          | À venir                          | À venir                          | À venir                          | À venir                          |
| Total     | 2/25                             | 5                                | 3                                | 0                                | 2                                | 17                               | 14                               |

#### Tournoi pré-olympique de la CONMEBOL
| Édition | Performance | J       | V       | N       | D       | Bp      | Bc      |
| ------- | ----------- | ------- | ------- | ------- | ------- | ------- | ------- |
| 1960    | Deuxième    | 6       | 5       | 0       | 1       | 16      | 5       |
| 1964    | Troisième   | 5       | 2       | 1       | 2       | 6       | 6       |
| 1968    | 1er tour    | 3       | 0       | 2       | 1       | 2       | 3       |
| 1971    | Quatrième   | 7       | 3       | 3       | 1       | 8       | 3       |
| 1976    | 2e tour     | 5       | 1       | 0       | 4       | 3       | 11      |
| 1980    | Troisième   | 6       | 3       | 1       | 2       | 9       | 7       |
| 1984    | Forfait     | Forfait | Forfait | Forfait | Forfait | Forfait | Forfait |
| 1987    | 1er tour    | 4       | 0       | 1       | 3       | 1       | 5       |
| 1992    | 1er tour    | 4       | 1       | 0       | 3       | 6       | 13      |
| 1996    | 1er tour    | 4       | 1       | 0       | 3       | 7       | 13      |
| 2000    | 1er tour    | 4       | 2       | 1       | 1       | 10      | 8       |
| 2004    | 1er tour    | 4       | 1       | 1       | 2       | 6       | 9       |
| 2020    | 1er tour    | 4       | 1       | 0       | 3       | 4       | 6       |
| 2024    | À venir     | À venir | À venir | À venir | À venir | À venir | À venir |
| Total   | 12/13       | 56      | 20      | 10      | 26      | 78      | 89      |

#### Jeux panaméricains
| Édition   | Performance   | J             | V             | N             | D             | Bp            | Bc            |
| --------- | ------------- | ------------- | ------------- | ------------- | ------------- | ------------- | ------------- |
| 1951-2003 | Non qualifiée | Non qualifiée | Non qualifiée | Non qualifiée | Non qualifiée | Non qualifiée | Non qualifiée |
| 2007      | Forfait       | Forfait       | Forfait       | Forfait       | Forfait       | Forfait       | Forfait       |
| 2011      | Non qualifiée | Non qualifiée | Non qualifiée | Non qualifiée | Non qualifiée | Non qualifiée | Non qualifiée |
| 2015      | 1er tour      | 3             | 1             | 0             | 2             | 3             | 6             |
| 2019      | 1er tour      | 4             | 0             | 2             | 2             | 3             | 7             |
| 2023      | Non qualifiée | Non qualifiée | Non qualifiée | Non qualifiée | Non qualifiée | Non qualifiée | Non qualifiée |
| Total     | 2/18          | 7             | 1             | 2             | 4             | 6             | 13            |

### Palmarès
- Tournoi pré-olympique de la CONMEBOL :
  -  Deuxième : 1960.
  -  Troisième : 1964, 1980.

## Personnalités historiques

### Joueurs

#### Effectif actuel
Liste des 23 joueurs convoqués pour le Tournoi pré-olympique de la CONMEBOL 2024.
| Sélectionneur | Sélectionneur         | Nolberto Solano   | Nolberto Solano           | Nolberto Solano | Nolberto Solano |
| N°            | Nom                   | Date de naissance | Club                      |                 |                 |
| Gardiens      |                       |                   |                           |                 |                 |
| 01            | Diego Romero          | 17 août 2001      | Universitario de Deportes |                 |                 |
| 12            | Jhefferson Rodríguez  | 13 mars 2006      | Universitario de Deportes |                 |                 |
| 21            | Jeferson Nolasco      | 19 mars 2002      | Club Ciencano             |                 |                 |
| Défenseurs    |                       |                   |                           |                 |                 |
| 02            | Anderson Villacorta   | 25 juillet 2005   | Mineros de Zacatecas      |                 |                 |
| 03            | Alejandro Pósito      | 5 septembre 2005  | Sporting Cristal          |                 |                 |
| 04            | Erick Noriega         | 22 novembre 2001  | Comerciantes Unidos       |                 |                 |
| 05            | Rafael Lutiger        | 3 juillet 2001    | Sporting Cristal          |                 |                 |
| 7             | Emilio Saba           | 26 mars 2001      | Carlos A. Mannucci        |                 |                 |
| 13            | Mathías Llontop       | 22 mai 2002       | Carlos A. Mannucci        |                 |                 |
| 14            | Marco Huamán          | 25 septembre 2002 | Alianza Lima              |                 |                 |
| 15            | Julinho Astudillo     | 7 janvier 2005    | Universitario de Deportes |                 |                 |
| 22            | Brian Arias           | 2 septembre 2006  | Alianza Lima              |                 |                 |
| Milieux       |                       |                   |                           |                 |                 |
| 06            | Ian Wisdom            | 14 septembre 2005 | Sporting Cristal          |                 |                 |
| 8             | Álvaro Rojas          | 12 mars 2005      | Universitario de Deportes |                 |                 |
| 10            | Adrián Ascues         | 15 novembre 2002  | Sporting Cristal          |                 |                 |
| 16            | Eslyn Correa          | 29 juin 2005      | Cusco FC                  |                 |                 |
| 17            | Bassco Soyer          | 17 octobre 2006   | Alianza Lima              |                 |                 |
| 18            | Alessandro Burlamaqui | 18 février 2002   | CF Intercity              |                 |                 |
| 23            | Franchesco Flores     | 15 juin 2001      | César Vallejo             |                 |                 |
| Attaquants    |                       |                   |                           |                 |                 |
| 09            | Víctor Guzmán         | 25 mars 2006      | Alianza Lima              |                 |                 |
| 11            | Diether Vásquez       | 6 juillet 2003    | Mineros de Zacatecas      |                 |                 |
| 19            | Guillermo Larios      | 11 mai 2002       | Alianza Atlético          |                 |                 |
| 20            | Juan Pablo Goicochea  | 12 janvier 2005   | Sans club                 |                 |                 |

### Sélectionneurs
Source consultée : Depor
| - Alberto Denegri (1936) - György Orth (1960) - Marinho Rodrigues (pt) (1964) - Roberto Drago (1968) - Lajos Baróti (1971) | - Murilho Carvalho (1976) - Guillermo Guerrero (1980) - Fernando Cuéllar (1987 et 1992) - Freddy Ternero (1996) - Teddy Cardama (2000) | - Paulo Autuori (2004) - Víctor Rivera (2015) - Nolberto Solano (2019-2020) - Flavio Maestri (2022) - José del Solar (2023-) |